# Старий Курдим
Старий Курди́м (рос. Старый Курдым, башк. Иҫке Күрҙем) — село у складі Татишлинського району Башкортостану, Росія. Адміністративний центр Курдимської сільської ради.
Раніше існувало два населених пункти Старий Курдим та Новий Курдим.
Населення — 1095 осіб (2010; 1046 у 2002).
Національний склад:
- башкири — 97 %